# 市区改正
市区改正（しくかいせい）は、明治時代から大正時代に行われた都市計画、都市改造事業である。
都市部では文明開化で馬車や鉄道などの新たな交通機関が登場したが、江戸時代の城下町等を部分的に改変して対応していた。さらに上下水道・電気・市街電車などのインフラストラクチャーを導入して都市を近代化するには、大規模な都市改造、市区改正が課題になった。以下、まず東京の市区改正を説明する。

## 概要
江戸時代の都市骨格を引き継いだ維新後の東京市街は道路幅員が狭く、上下水道など都市基盤（インフラ）の整備が遅れていた。また密集した市街地では大火がしばしば起こり、都市の不燃化が課題であった。こうした状況から識者の間に都市改造の必要性が認識されていった。
「市区改正」とは、この改造事業が「東京市区の営業、衛生、防火及び通運等永久の利便を図る」ことを目的とするところから名付けられたもので、今日の「都市計画」にあたる。銀座煉瓦街の建設や官庁集中計画などに比べ、「市区改正」は都市全体を構想したものであり、日本の都市計画史上の画期となる事業であった。

## 東京市区改正審査会の設置
1884年（明治17年）、東京府知事（内務少輔兼務）芳川顕正の提言により、翌1885年、内務省に東京市区改正審査会が設置された。審査会の審議を経た計画案は、鉄道、築港、公園なども含むものであったが、実施には至らなかった。

## 東京市区改正条例による事業
1888年（明治21年）、内務省によって東京市区改正条例（勅令第62号）が公布され、東京市区改正委員会（元府知事の芳川顕正が委員長）が設置された。建築物の規制などは当初検討されたものの、結局行われなかった。
翌1889年に委員会による計画案（旧設計）が公示され、事業が始まった。しかし、財政難のため事業は遅々として進まなかった。
都市化の進展から事業の早期化が必要になり、1903年（明治36年）に計画を大幅に縮小（新設計）した。日露戦争後の1906年（明治39年）、東京市に臨時市区改正局を設置、外債を募集して、日本橋大通りなどの整備を急速に進めた。1914年（大正3年）、ほぼ新設計どおり事業が完成した。
主に路面電車を開通させるための道路拡幅（費用は電車会社にも負担させた）、及び上水道の整備が行われた。現在の日本橋もこの事業で架け替えられた。神田・日本橋・京橋付近では道路拡幅に伴い、従来の土蔵造の商家に交じって、木造漆喰塗の洋風建築が思い思いに建てられるようになり、人目をひいた。これらの建物は当時の建築家から「洋風に似て非なる建築」と評された。

## 都市計画法の制定へ
その後も、日本の社会構造の変化や大都市への人口集中を背景に、都市や建築の統制が必要という機運が高まり、1919年（大正8年）、市街地建築物法（建築基準法の前身）と合わせて都市計画法（旧法）が制定された。同法は、翌年1920年1月1日付で施行され、これに伴い市区改正条例は廃止された。

## 東京以外での市区改正
「市区改正」は東京以外の大都市でも課題になり、特に市街電車の開通とともに道路拡幅が行われた事例も多い。内務省の市区改正条例は東京のみが対象であったが、明治末から大正時代にかけて都市計画への機運が高まり、1918年（大正7年）に横浜市、名古屋市、京都市、大阪市、神戸市（五大都市）に市区改正条例が準用された。前述のとおり、条例は1920年に廃止されたが、廃止前に条例により認可を受けた設計は、都市計画法による都市計画とみなされた。
- 大阪市：1887年（明治20年）に大阪市区改正方案取調委員会が設置され、市区改正案が作られたが、実施に至らなかった。その後、（任意事業により）路面電車の開通に伴う道路拡幅が実施され、条例準用後の1918年、メインストリートの御堂筋を含む路線の計画が決定された（1937年完成）。
- 京都市：明治末年から「道路拡築および市電敷設」を含む京都市三大事業が実施された。
- 名古屋市：明治中期より路面電車の開通に合わせ、道路の拡幅が行われた。1911年（明治44年に）市区改正調査委員会が設置され、1913年（大正2年）に市区改正方案が作られた[4]。
- 横浜市：日露戦争後、横浜港の拡張計画に伴い、市区改正に向けた調査研究が行われたが、実施に至らなかった[5]。条例準用後の1919年、横浜大火の直後に罹災地区の道路拡幅が決定された。
- 神戸市：1914年に市区改正調査委員会が設置された[6]。